# Microbillage

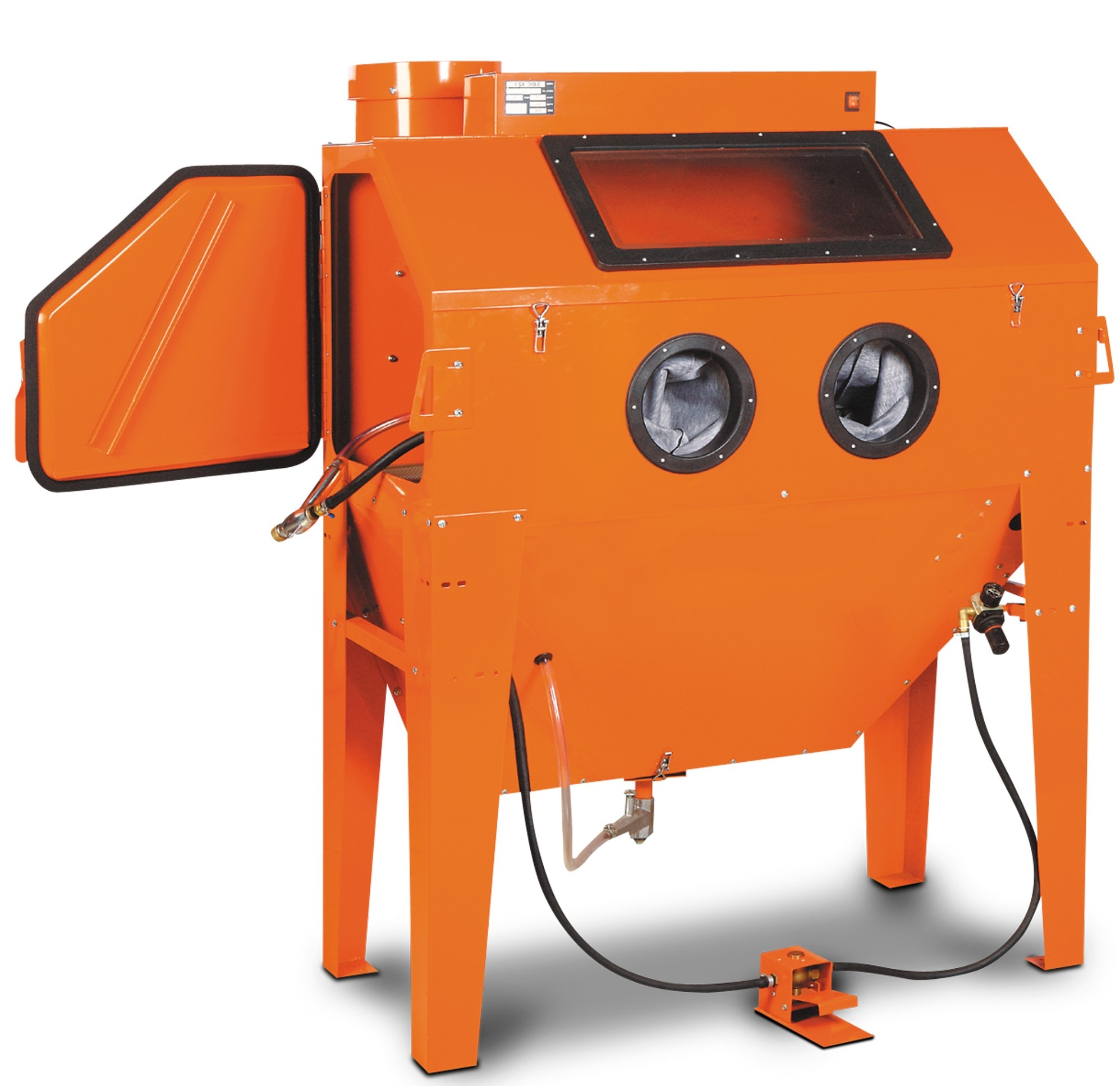
cabine de sablage

Le microbillage est un procédé de traitement de surface par impact. Il consiste à projeter des microbilles (généralement en verre) sur une surface, dans le but de la décaper sans l'abîmer. La surface obtenue est satinée brillante.
On utilise le microbillage pour le nettoyage, le décapage de pièces mécaniques de toutes matières, ou pour réaliser une finition esthétique sur l’inox ou les métaux non ferreux comme l'aluminium.
Les applications du microbillage sont nombreuses et variées. Le microbillage se rapproche fort du sablage et s'effectue avec les mêmes machines.

## Matériel
Le traitement de petites et moyennes pièces peut se faire en cabine à manche, cette solution permet de travailler confortablement en confinant dans la machine l'abrasif et les poussières générées. La cabine peut être équipée d'une installation de recyclage et de nettoyage de l'abrasif en continu.
Il existe plusieurs technologies de projection d'abrasif : le système à Dépression, simple et économique, un Venturi (effet Venturi) à air comprimé, intégré au pistolet aspire l'abrasif depuis son réservoir, ou le système à surpression, beaucoup plus productif, qui consiste à mettre sous pression d'air un récipient dans lequel est stocké l'abrasif, celui-ci est alors expulsé via un flexible et une buse.